# 鎮戍兵
鎮戍兵，南北朝时代北魏军事制度。
北魏天兴元年（398年），魏道武帝拓跋珪称帝前，分置八个军府,各配兵五千。后在北方边境陆续设置镇（军镇），由镇都大将军统领，镇之下设置戍，由戍主统领兵马。戍镇的士兵，称为镇戍兵。镇戍兵都是选自拓跋氏贵族子弟和其他部族的上层人物子弟，待遇优厚。北魏委派镇都大将都要“盛检亲贤”，由皇族拓跋氏宗王和鲜卑贵族王公充任。魏孝文帝迁都洛阳后，镇戍兵被“有司号为府户”，必须世代服兵役，同时还要承担各种劳役、杂役，形同奴仆。镇戍兵由北魏初年的高门子弟，沦为“役同厮养”的府户，成为与洛阳汉化贵族、中原世家大族对立的被压迫阶层，是导致北魏末年的六镇之乱的重要原因。